# New Zealand
New Zealand er en stat beliggende i Stillehavet på den sydlige halvkugle, opkaldt efter den Hollandske provins Zeeland.
Polynesiske nybyggere ankom til New Zealand omkring 1280 og etablerede Maorikulturen. Maorierne døbte New Zealand "Aotearoa" som oversættes "Land of the long white cloud" ("Den lange hvide skys land"). Dette navn blev givet pga. den lange hvide sky polyneserne så i horisonten ved New Zealand, da de nærmede sig.
New Zealand består af to store øer, kaldet Nordøen og Sydøen og en række mindre øer bl.a. Stewart Island og Chatham. Fra nordspidsen af Nordøen til sydspidsen af Sydøen er der 1600 km. Landet ligger mellem 30 og 50 grader sydlig bredde. Danmark ligger på omkring 56 grader nordlig bredde. Nordøen ligger således antipodisk til Spanien.

## Geografi
Foruden de to store hovedøer har New Zealand flere mindre øer. De mest betydelige af disse er:
Stewart Island ligger syd for Sydøen. Den er den tredje største ø i areal og har en fastboende befolkning på ca. 200.
Waiheke Island ligger i Haurakigolfen udenfor Auckland. Med 7000 indbyggere er det den tredje største i folketal. Om sommeren er indbyggertallet meget højere.
Great Barrier Island ligger øst for Haurakigolfen og har kun ca. 900 indbyggere. Lige som Waiheke Island er den et populært feriemål om sommeren.
Chatham Øerne er en fritliggende øgruppe øst for Sydøen med ca. 750 indbyggere.
New Zealands største ø Sydøen er delt på langs af de sydlige alper (engelsk: Southern Alps). Landets højeste bjergtop Aoraki/Mount Cook ligger i denne bjergkæde med en højde på 3754 moh. Der findes 18 bjergtoppe på Sydøen med en højde på omkring 3000 moh. Nordøen har færre bjerge, men er præget af vulkansk aktivitet. Nordøens højeste bjerg er den aktive vulkan Mount Ruapehu (2797 moh.).
New Zealands totale landareal er 268 680 kvadratkilometer. Landet er mere end 1600 kilometer lang. New Zealand er verdens mest geografisk isolerede land. Afstanden til den nærmeste nabo Australien er 2000 kilometer og ligger i nordvestlig retning fra hovedøerne på den anden side af det Tasmanske hav. Eneste landmasse mod syd er Antarktis og i nord er de nærmeste naboer øerne Ny Kaledonien, Fiji og Tonga.

### Større byer
Wellington har siden 1865 været New Zealands hovedstad. Byen ligger på sydspidsen af Nordøen i landets geografiske midtpunkt og har 167.600 indbyggere. I alt dækker byen et areal på omkring 290 km². Wellington er verdens sydligste hovedstad.
Øvrige større byer er:
Whangarei, Auckland, Hamilton, Tauranga, Rotorua, Gisborne, Napier, Hastings, New Plymouth, Wanganui, Palmerston North, Wellington, Nelson, Christchurch, Timaru, Queenstown, Dunedin, Invercargill

### Vulkansk aktivitet
New Zealand er dannet ved vulkansk aktivitet og specielt på Nordøen findes stadigvæk mange mere eller mindre udslukte vulkaner. Storbyen Auckland spreder sig over et areal, der huser over 50 udslukte vulkaner, de to mest berømte er One-Tree-Hill og Mount Eden.
Midt på Nordøen findes steder, hvor undergrunden stadigvæk er aktiv. Her damper det op af jorden, der lugter af svovl og vandet koger i søerne. I byen Rotorua damper det op af kloakkerne og i byparken var for nylig et mindre udbrud.
I området findes også én af de aktive vulkaner, Mount Ruapehu. Den var sidst i udbrud 1996 og der er konstant små jordskælv. Et jordskælvscenter holder øje med vulkanen, så ingen kommer til skade, hvis den skulle komme i udbrud igen – der ligger f.eks. et skisportssted på toppen. En anden aktiv vulkan ved nordøen er øen White Island, der ligger i Bay of Plenty få kilometer ud for kystbyen Whakatane. Den havde sit sidste udbrud i 2001.
Vulkanudbrud i området kan være meget voldsomme. Den 10. juni 1886 skete der et vulkanudbrud i området ved Mount Tarawera. Da blev et stort stykke af jorden sprængt væk, så et kæmpekrater står tilbage, og asken fra udbruddet dækkede jorden og lagde sig i flere meters højde. Den store sø Lake Taupo er resterne af et endnu større vulkanudbrud. Selve søen udfylder en caldera (indsynkning) opstået efter et gigantisk udbrud i år 186 e.Kr., i midten af krateret sidder en lavaprop.
Newzealænderne udnytter det varme vand i undergrunden, som kommer af den termiske aktivitet. Flere steder er bygget kraftværker, som drives af dampen fra undergrunden. Ved de store floder på Nordøen, f.eks. Waikato River, er bygget kraftværker, der udnytter flodernes stærke strøm til at drive turbiner og producere strøm. På disse måder produceres en stor del af strømmen i New Zealand ved vedvarende energi.
På Sydøen er jorden mast sammen af de to kontinentalplader og der er dermed dannet en høj bjergkæde på vestsiden af øen. Her findes bl.a. Mount Cook, det højeste bjerg i New Zealand (3754 meter højt). På Sydøen er der ikke så megen termisk aktivitet, som der er på Nordøen. Men her kan af og til være små jordskælv med større jordskred til følge.

### Klima
New Zealand ligger på den sydlige halvkugle af Jorden, dermed har New Zealand vinter, når Danmark, Europa, USA osv. har sommer, og omvendt. New Zealand ligger tæt på Antarktis, hvor hullet i ozonlaget er stort. Om sommeren skal man passe meget på for ikke at blive voldsomt forbrændt. Når det er stærkt solskin bliver der udsendt en "burn time" hver dag i nyhederne, der viser hvor længe man må opholde sig i solen uden solcreme. Når det er rigtig slemt, er "burn time" kun på omkring 12-13 minutter.
At New Zealand ligger tæt på Antarktis betyder, at selvom dele af landet faktisk er tættere på Ækvator end Danmark er, så er det koldt i New Zealand om vinteren. Når vinden kommer fra syd bringer den den kolde arktiske luft med sig. På Sydøen kan der derfor forekomme snestorme om vinteren. På Nordøen er det sjældent det sner. Her kommer temperaturen meget sjældent under nul, undtagen i højlandet ved vulkanerne. Toppen af Ruapehu fungerer dog som skisportssted i vinterhalvåret og den gennemgående hovedvej på Nordøen som forbinder den sydlige del og den nordlige del af øen er ofte lukket om vinteren på grund af sne, da den går gennem det højtliggende område.
Den mest almindelige vindretning i New Zealand er vind fra vest. Luften i vestenvinden kommer fra Tasmanien. Ved Tasmanien bliver vinden varmet op, og på turen over det Tasmanske Hav til New Zealand, får den samlet en masse fugt op. Vinden fra vest, der rammer New Zealand, er altså varm og ret fugtig.
Når vinden rammer bjergkæden på vestkysten af Sydøen, bliver luften presset i vejret og dermed bliver den afkølet. Når det sker, begynder det at regne – meget! På vestkysten af Sydøen falder der næsten 8 meter regn om året. Også i resten af New Zealand regner det meget. Det giver et meget frodigt land, hvor der vokser noget overalt. Ved sydspidsen af Sydøen findes regulær regnskov i området kaldet Fjordland. Området er berømt for sine mange dybe fjorde med navne som Milford Sound og Doubtful Sound, som er omgivet af næsten lodrette klippevægge.
Den megen nedbør giver rigeligt af ferskvand til New Zealands mange floder. Den længste flod, Waikato River, løber på Nordøen, men de flotteste floder, er dem, der løber lodret ned af de stejle klippevægge i Fjordland. De mest imponerende vandfald findes her, men de er kun, når det regner. Det gør det til gengæld næsten hver dag.
Selvom det regner meget i New Zealand er der ikke meget grundvand. Det skyldes, at det meste regnvand meget hurtigt løber af overfladen og ender i havet med floderne. I New Zealand findes derfor store søer, hvor ferskvandet oplagres, da der om sommeren på Nordøen kan blive problemer med vandforsyningen, hvis det er for varmt og tørt. Landskabet i New Zealand er meget bakket og når det regner voldsomt, sker der ofte jordskred. Jordlaget er mange steder ikke ret tykt og nedenunder findes klippegrund. Derfor er de fleste landområder på New Zealand plantet til med græs, der bliver brugt til græsning til fårene. Kun på de flade områder, med bedre jord, som området øst for Mount Ruapehu, bliver jorden dyrket med korn, grønsager, kiwifrugter, appelsin, citrontræer, vinstokke m.m.

### Havet omkring New Zealand
Havet omkring New Zealand er lidt varmere end havet omkring Danmark. Ved Sydøen kan det blive ned til +6 grader om vinteren, men på Nordøen bliver det aldrig så koldt. Vandet er varmere ved Nordøen, fordi en varm havstrøm løber ned langs med kysten på Nordøens østside. Strømmen kommer fra troperne og er endnu ikke kølet helt ned, når den når frem til New Zealand. Strømmen fører til tider subtropiske fiskearter med, som normalt ikke findes i New Zealand.
Nordøens milde klima giver grobund for mangrove. Ved lavvandede sandede saltvandsområder, findes mangrove, som ellers kun findes i troperne. Kun en enkelt art mangroveplante, kan dog leve her(Avicennia marina), da New Zealand ligger på den absolut yderste sydlige grænse, for mangroveskov. Man mener, planten er drevet hertil fra Australien, hvor den normalt lever. Mangroven breder sig i bugte og vige på Nordøen. Helt oppe ved nordspidsen bliver planterne så høje, at de danner en regulær mangroveskov. Men jo længere sydpå, jo lavere bliver mangrovetræerne, og ved Auckland danner mangroveplanterne kun buske.
Det varme hav omkring New Zealand er meget klart sammenlignet med Danmarks havvand. Det kan bl.a. skyldes at New Zealand ikke har så stor en udvaskning af næringsstoffer fra landjorden. Der findes ikke så mange alger i vandet og sigtbarheden er derfor rigtig god. Specielt omkring Nordøen, hvor havstrømmen fra troperne passerer, kan sigtbarheden i vandet være i top – op til 30 meter – og snorkle- og dykkerture her giver usædvanlige oplevelser. Specielt øgruppen Poor Knights Islands er kendt som et af verdens top ti bedste dykkeroplevelser, med dens forgrenede net af undersøiske grotter, rev og kløfter. Her kan man bl.a. møde rokker i hundredvis, der kommer til øerne for at yngle.
Ved Sydøens østkyst sker det biologiske fænomen Upwelling: Fra kysten og ud i havet stiger havdybden meget hurtigt. Kun få kilometer ude er vandet op til 1000 meter dybt. Havstrømmene nede på bunden bliver presset op til overfladen, når de møder kontinentalsoklen. Med bundvandet bliver mange næringsstoffer ført med op til overfladen. I overfladen giver næringsstofferne grobund for fotosyntetiserende alger, der dermed blomstrer op. Krill og andre smådyr der lever af algerne blomstrer også op, og de bliver selv føde for mange andre havdyr, f.eks. hvaler, pelssæler, pingviner, måger osv.
Hvalerne der tiltrækkes af ædegildet ved dette fænomen giver grobund for en turistindustri i området omkring kystbyen Kaikoura. Her er der mulighed for at komme på hvalsafari og møde bl.a. jagende kaskelothvaler og, tæt ind langs kysten, små familiegrupper af den specielle newzealandske minidelfin, Hectors delfin.

### Skove
Før europæerne kom til New Zealand i 1769, var landet dækket af skov. Træerne holdt på jorden og forhindrede de mange jordskred. Skoven var meget frodig, på grund af den næringsrige jord og det fugtige klima. I nogle af de største reservater nordpå kan man se en lille bevaret del af den urgamle skov, som engang dækkede hele New Zealand. Træer af alle mulige arter står tæt uden noget mønster og hvert træ er dækket fuldstændigt af andre grønne planter. I New Zealand findes mange mosser og laver, og de fleste af dem kan vokse på andre planter. På et enkelt træ i en newzealandsk urskov kan vokse op til 60 andre plantearter. I en dansk skov, med mange forskellige arter kan man hvis man er heldig og god til at bestemme planter finde omkring 60 arter i alt i hele skoven!
Efter europæerne kom til landet er det meste skov fældet og solgt som tømmer. Kun i de små reservater, hvor skoven er fredet, står de mange indfødte træarter stadigvæk og knejser. Et af de mest berømte træer er Kauritræet. Nogle af de største og ældste kauritræer, der er tilbage, er så høje, at der er 30 meter op til de første grene. New Zealand er også kendt for sine mange bregner, der kan blive flere meter høje. Træbregnen Silver Fern er New Zealands nationalplante og pryder bl.a. landsholdet i rugbys – All Blacks – mærke.
Når skoven er væk er der ikke noget til at holde på jorden, og jordskredene er derfor blevet værre i takt med, at skoven er forsvundet. Mange dyrearter er udryddet fordi deres levested i skoven er forsvundet. Og mange dyrearter, f.eks. den berømte kiwifugl, er tæt på at forsvinde af samme grund.

### Fauna
Fordi New Zealand har ligget isoleret fra alt andet land i mange millioner år, har dyrelivet udviklet sig næsten uafhængigt af alle andre steder og har specielt tilpasset sig livet på New Zealand.
I New Zealand fandtes der oprindelig ingen pattedyr, ud over dem, som selv kunne flyve dertil. Det er kun nogle få flagermusarter, så New Zealand var engang frit for større rovdyr. Derfor er dyrelivet meget specielt her. Nogle af de andre arter dyr udfylder de funktioner, som pattedyr ellers normalt har. Nogle fugle, som kiwifuglene, lever næsten ligesom gnaverne i huller i jorden, den lever samtidig af den samme føde, som f.eks. et pindsvin ville leve af i Danmark. Regnorme og småinsekter, der gemmer sig i skovbunden er på dens menu. Fuglene behøvede ikke at kunne flyve, når der ingen rovdyr var, og mange arter – f.eks. takaheen – mistede derfor den evne. De lever i stedet nu på landjorden. Mange andre dyrearter udviklede sig ligeledes specielt, fordi de ikke behøvede at beskytte sig mod rovdyr.
Da Maori-folket kom til New Zealand omkring år 1280, begyndte de at jage dyrene, og de bragte rotter med (Rattus exulans) sig.
Den berømte kæmpefugl moa'en uddøde sammen med mange andre dyrearter hurtigt, da de var ikke tilpasset et miljø med rovdyr. De kunne ikke forsvare sig eller flygte. Men den virkelige katastrofe skete, da Kaptajn Cook opdagede New Zealand og bragte europæerne dertil. De introducerede faunaforurening i stor stil, da de medbragte deres kendte husdyr – hunde, katte, kvæg og geder. Derfor findes dyr som solsorten, bogfinken, musvitten, pindsvinet, admiralsommerfuglen og en lang lang række andre europæiske dyrearter nu i New Zealand. Kun en enkelt dagsommerfugleart har f.eks. selv fundet vej til New Zealand. Monarken kan flyve utroligt langt, og den findes der derfor naturligt.
De indførte dyr trives i det frugtbare New Zealand. De planteædende dyr fortrænger og udkonkurrerer de indfødte planteædende dyr. De indførte rovdyr finder let føde blandt de forsvarsløse indfødte dyr. Store skovområder vantrives som følge af pungrottens hærgen, og et storstilet program er iværksat for at udrydde dyret. Der bliver således brugt mange millioner hvert år på at udrydde de miljøfremmede dyr.

## Demografi
Der er over 4,5 millioner indbyggere i New Zealand (2016;Statistics New Zealand, Population Clock).

### Etnicitet
Omkring 80 % af befolkningen er af europæisk afstamning. Maori er den næststørste etniske gruppe med 14,7 % af befolkningen. I tiden mellem folketællingerne i 1996 og 2001 voksede antallet af mennesker med asiatisk ophav til 6,6 %. De er nu en større gruppering end de med herkomst fra stillehavsøerne. (Bemærk: Folketællingerne godtager, at folk identificerer sig med mere end én etnisk gruppe.)

### Religion
Kristendom er den dominerende religion i New Zealand, selv om mere end 25 % af befolkningen ikke har nogen religiøs tilknytning. Hovedgrupperne indenfor kristendommen er anglikanere, presbyterianere, romersk-katolikker og metodister. Den newzealandskbaserede Ratana-kirke har også mange trofaste tilhængere blandt maorierne. Af minoritetsreligionerne er de største hinduisme, buddhisme og islam.

## Politik

### Statsret
New Zealand er et konstitutionelt monarki og parlamentarisk demokrati. Den nuværende monark er Charles 3. Monarken bliver repræsenteret som statsoverhoved af New Zealands generalguvernør.
New Zealands parlament består af 120 repræsentanter i New Zealand House of Representatives. Fra disse udpeges et kabinet med omkring 20 ministre. Der findes ingen skriftlig grundlov, men konstitutionsakten fra 1986 beskriver landets konstitutionelle struktur. Generalguvernøren har beføjelse til at ansætte og afsætte New Zealands premierminister samt at opløse hele parlamentet. Generalguvernøren er tillige leder af det såkaldte udøvende råd, en formel komité bestående af kronens ministre. Medlemmer i dette råd skal være medlemmer af parlamentet, og de fleste sidder tillige i regeringen. Regeringen ledes af premierministeren.
New Zealands kabinet er ledet af premierminister. For tiden er dette Christopher Luxon som er leder for Nationalpartiet.
I New Zealand bliver valg afholdt hvert tredje år. Det er otte politiske partier repræsenterede i nationalforsamlingen, kaldet House of Representatives.

### Udenrigspolitik
New Zealand er medlem af FN og Commonwealth. Landet har indgået sikkerhedspagten ANZUS med Australien og USA. Fra 1985 har New Zealand nægtet amerikanske atomdrevne skibe at ankomme landets havne. I 1986 frasagde derfor USA sig sine ANZUS-forpligtelser overfor New Zealand. New Zealand har ikke formelt brudt pagten.
New Zealand er medlem af APEC og OECD.
Som en større stat i Stillehavet er New Zealand en nær samarbejdspartner med mange andre stillehavsstater og opretholder politisk forbindelse med Cookøerne, Niue og Tokelauøerne.

### Retssystem
I 2003 blev loven om oprettelsen af en ny højesteret vedtaget i landets parlament med godkendelsen af Supreme Court Act. Tidligere var landets højeste retsinstans Privy Council i London. Fra og med 2004 er Supreme Court of New Zealand i Wellington højeste retsinstans.

### Lokale myndigheder og eksterne territorier
De tidlige europæiske bosættere inddelte New Zealand i provinser. De blev afskaffede 1876 så at regeringen kunne centraliseres af økonomiske årsager. Som et resultat af dette har New Zealand ingen separate administrative inddelinger såsom provinser, delstater eller territorier, fraset de lokale myndigheder. Siden 1876 har lokale myndigheder administreret New Zealands forskellige regioner. I 1989 omorganiseredes de lokale myndigheder og opdeltes i regionale råd og territorielle myndigheder.
I dag har New Zealand 12 regionale råd, som forestår administration af miljøspørgsmål og logistik, og 74 territorielle myndigheder, som administrerer vej-, spildevands-, bygge- og andre lokale spørgsmål. De territorielle myndigheder består af 16 byråd, 67 distriktsråd og Chatham-øernes landskabsråd.
Regionerne er:
- Northland
- Auckland
- Waikato
- Bay of Plenty
- Gisborne*
- Hawke's Bay
- Taranaki
- Manawatu-Wanganui
- Wellington
- Tasman*
- Marlborough*
- Nelson*
- West Coast
- Canterbury
- Otago
- Southland
- Chathamøerne*

(regioner markerede med * udgør en enhedslig myndighed).

## Samfund

### Uddannelse
I 1877 blev der indført obligatorisk og afgiftsfri skolegang for alle børn mellem 7 og 13 år. Dette er senere blevet ændret til alle børn mellem 6 og 16 år, men der findes også børn, som begynder i 5-årsalderen. 99 % af den voksne befolkning kan læse og skrive, og over halvdelen af befolkningen i alderen 15-29 har skolegang ud over folkeskolen. I den voksne befolkning har 14,2 % har en bachelorgrad eller højere, 30,4 % har en form for videregående uddannelse, som højeste kvalifikation, og 22,4 % har ingen formel kvalifikation.

## Transport
New Zealand har et vejnet af statslige veje med totalt knapt 11.000 km længde, hvoraf 170 km motorvej. Desuden findes cirka 80.000 km lokale offentlige veje. New Zealand har venstrekørsel.
Der findes et jernbanenet på cirka 3.800 km. Det når alle hoveddele af landet.
Mellem Nordøen og Sydøen findes ingen fast forbindelse, men der findes en færgeforbindelse, som tager passagerer, køretøjer og tog. Færgen tager cirka tre timer mellem havnene. Der findes ingen bilfærge fra andre lande, selv om der sejler fragtskibe.
Næsten alle besøgende fra andre lande kommer med fly, hvilket også er vigtigt for indenrigsrejser, især mellem de to hovedøer. New Zealand har over hundrede flyvepladser og syv af dem er internationale, men i dag er der kun to af dem, som tager imod trafik fra andre lande end Australien og Fiji.

## Kultur
Newzealandsk kultur er en sammensmeltning mellem maorikultur og den, som de hovedsagelig britiske indvandrere bragte med sig. Britisk kultur i New Zealand er mindre præget af klasseforskelle end i Storbritannien.
Selv om britisk kultur er den dominerende, er maorikultur i fremvækst og bliver ofte identificeret med New Zealand. Dette kan ses i sammenhæng med haka-fremvisningen (en krigsdans) udført af newzealandske idrætslandshold og de titusinder af besøgende, som hvert år oplever, filmer og fotograferer maorioptrædender på steder som Rotorua.
Britisk kultur i New Zealand har også oplevet betragtelig påvirkning fra maoriske og andre polynesiske kulturer. Den skotske indflydelse er stærk på Sydøen med hovedsæde i områderne omkring Otago og Dunedin. Tidlige indvandrere fra andre dele af Europa, Asien og flygtninge efter 2. verdenskrig (specielt nederlændere) blev hurtigt assimilerede.
Små lommer af disse tidlige immigrantkulturer består den dag i dag som øer i en ellers britisk kolonikultur. Til forskel fra Australien har New Zealand ikke oplevet særlig immigration fra middelhavslandene i Sydeuropa og Lilleasien. I de senere år har der været en strøm af immigranter fra Asien. Disse udgør nu en betydelig del af befolkningen, især i Auckland.
Efter 2. verdenskrig begyndte en udstrakt immigration fra stillehavsøerne. Dette har ført til, at der i dag er flere mennesker fra enkelte øer som bor i New Zealand end på oprindelsesøerne. Denne store sammensmeltning af stillehavskulturer har udviklet sig til en distinkt subkultur som er adskilt fra maorikulturen.
Af forskellige grunde er mange maorier og stillehavs-immigranter blevet sociale tabere og en underklasse i enkelte områder. For at rette på dette er nu kultursensitive indflydelser blevet vægtet indenfor skule- og sundhedsvæsen i en politisk manøvre kaldet "closing the gaps". Dette gælder specielt i områder med høj koncentration af disse befolkningsgrupper.
New Zealands immigrationspolitik har ofte været kontroversiel. Enkelte politikere hævder, at indvandringsstrømmen er for stor til at blive absorberet i det newzealandske samfund, og at nye immigranter har problemer med at blive assimilerede.

### Offentlige helligdage
Følgende helligdagene er lovfæstede af det newzealandske parlament.
| Dato                                                                                  | Helligdag                  |
| ------------------------------------------------------------------------------------- | -------------------------- |
| 1. januar1                                                                            | Nytårsdag                  |
| 2. januar2                                                                            | 2. nytårsdag               |
| 6. februar                                                                            | Waitangi day - Nationaldag |
| Fredag før første påskedag                                                            | Langfredag                 |
| Første søndag efter fuldmåne efter høstjævndøgn (forårsjævndøgn i Danmark)            | Første påskedag            |
| Dagen efter 1. påskedag                                                               | 2. påskedag                |
| 25. april                                                                             | ANZAC-dagen                |
| Første mandag i juni                                                                  | Dronningens fødselsdag     |
| Fjerde mandag i oktober                                                               | Arbejdernes dag            |
| 25. december1                                                                         | 1. juledag                 |
| 26. december2                                                                         | 2. juledag                 |
| (1) eller den følgende mandag hvis dagen falder på en fridag.                         |                            |
| (2) eller den følgende mandag eller tirsdag hvis den falder på en lørdag eller søndag |                            |

Det er også provinsielle helligdage, Provincial Anniversary Days, der man fejrer oprettelsesdagen, eller dagene de første kolonister ankom til de forskellige provinser i New Zealand. Fejringen af sådanne helligdage varierer til og med indenfor samme provins. Dette hænger sammen med lokal skik, fritid og hvor nær dagen er andre sæsonbetonede arrangementer eller helligdage. Markeringsdagen kan derfor være en anden end den historiske eller de hændelser, som bliver fejrede.

### Idræt
New Zealands mest populære sport er rugby, primært rugby union. Men også rugby league er populært. Fodbold (den mest populære sporten blandt børn), cricket (de bliver også kaldet som Black Caps), og netball (sporten med flest aktive udøvere) vinder stadig nyt terræn. Ellers praktiseres sportsgrene som golf, tennis, roning, kapsejlads, slalom og snowboarding af en del. New Zealand har en bronze- og to sølvmedaljer i Oceaniamesterskabet i håndbold for herrer.
Desuden har New Zealand et anerkendt internationalt navn indenfor ridesport i Mark Todd.

#### Rugby
Rugby er som sport nært knyttet til landets identitet. Det nationale rugbyhold går under navnet All Blacks og har flere sejre end noget andet internationalt rugbyhold i verden. "All Black" (eller "helsorte" på dansk) har bestemt forslag for andre sportslag fra New Zealand. Farverne på New Zealands sportsdragter er ikke hentet fra flaget, men er sort og hvidt. Hvidt er hentet fra nationalplanten sølvbregne.
Før sportsstævner eller kampe starter, bliver ofte udført en haka (krigsdans). Dette er en traditionel maori-udfordring.

#### Yachting, America's Cup
Sportssejlads er en af nationalidrætterne i New Zealand og sejrene i America’s Cup i 1995 (San Diego, USA) og 2000 (Aukland) var store nationale begivenheder. I 2003 tabte man imidlertid i Aukland til båden Alinghi fra Schweiz. På det vindende hold ledet af Ernesto Bertarelli var styrmanden Russel Coutts og navigatøren Brad Butterworth, to tidligere Team New Zealand-medlemmer. Disse var i stor grad at takke for de to forgående sejre til Team New Zealand i 1995 og 2000. Deres deltagelse på det schweiziske hold var derfor kontroversiel blandt mange newzealændere.